# SEM 52 S
Das Sender/Empfänger, mobil 52 S, kurz SEM 52 S ist ein Handsprechfunkgerät, das von der Bundeswehr genutzt wird. Es wurde 1984 eingeführt und löste anstelle des 1972 als Muster entwickelten "SEM 53" letztendlich das SEM 52 A ab. Es wurden für alle Teilstreitkräfte insgesamt über 30.000 SEM 52 S beschafft.
Mit dem Gerät kann man nur abwechselnd auf einem Kanal senden bzw. empfangen, da es sich um ein Wechselsprechgerät handelt. Auf der oberen Seite ist ein Lautsprechermikrofon angebracht, eine Sprechgarnitur ist ebenfalls verwendbar. Mit einem Zusatzgerät ist es möglich, Daten zu senden und zu empfangen. Der Stromverbrauch wurde mit 70 mA beim Empfang und 400 mA beim Senden angegeben.
Es sind mehrere Varianten bekannt, von denen mit dem SEM 52-S/46 und dem  SE 52-S/FZ/46 mindestens zwei bei der Bundeswehr eingesetzt wurden.
Die Polizei erhielt 1985 Einzelstücke des SEM 52-S zur Erprobung.
Das SEM 52-S/FZ/46 ist für den Einbau in Fahrzeuge vorgesehen und verfügt nicht über die Energiesparfunktion des SEM 52-S/46. Dazu dient die Fahrzeughalterung FZH 52-S, die Anschlussmöglichkeiten für die Bordverständigungsanlage, alte und neue Handapparate, Datengeräte sowie die Fahrzeugantenne FAF-80 bietet. Die Sendeleistung kann in der Fahrzeughalterung zwischen 0,05 W und 1 W geschaltet werden. Als Handsprechfunkgerät ist das SE 52-S/FZ/46 wegen der geringen Batterielaufzeit weniger geeignet.
Das SEM 52 S wurde 1995 bei der Bundeswehr durch das Nachfolgemodell SEM 52 SL abgelöst, ist jedoch nach wie vor in Benutzung und wird weiterhin gewartet und instand gesetzt.

## Baugruppen
1. Sender/Empfänger
2. Batteriebehälter
3. Batterieeinsatz
4. Blattantenne
5. Tragetasche